# I Luv It (Young Jeezy)
I Luv It è il primo singolo estratto dal secondo album di Young Jeezy The Inspiration
La canzone è prodotta da DJ Toomp e Chris G; essa è stata pubblicata il 2 novembre 2006 sotto l'etichetta discografica Def Jam.
Il video di I Luv It è stato girato ad Atlanta (Georgia) ed è apparso per la prima volta sugli schermi televisivi il 15 novembre 2006 su BET. Nel video sono presenti Lil Scrappy, Birdman e DJ Drama.

## Classifiche
| Classifica (2006)        | Posizione |
| ------------------------ | --------- |
| US Billboard Hot 100     | 14        |
| US Hot R&B/Hip-Hop Songs | 13        |
| US Hot Rap Tracks        | 7         |
| US Pop 100               | 28        |